# Fauna and Flora International
La Fauna and Flora International (abbreviata con l'acronimo FFI) è la più antica organizzazione attiva nella conservazione della fauna selvatica, fondata nel 1903 in Regno Unito.

## Storia
Fauna & Flora International fu istituita a Londra nel 1903, come Società per la Preservazione della Fauna Selvatica dell'Impero (SPWFE). Una figura chiave per la sua fondazione fu Edward Buxton e aveva l'obiettivo di preservare i grandi gruppi di mammiferi dell'Africa meridionale, minacciati dall'invasione degli habitat delle riserve naturali. Tali preoccupazioni erano condivise dagli stessi cacciatori coloniali, che temevano l'estinzione delle diverse specie a causa della caccia eccessiva. Inoltre, i ricchi industriali americani guardavano con fascino alla caccia per fini sportivi, mentre alcuni europei vedevano i paesaggi africani come dei "paradisi terrestri" bisognosi di protezione.
Per tali scopi, la SPWFE fece pressione all'Ufficio Coloniale Britannico fino al 1914, richiedendo di proteggere le aree naturali, controllare il commercio dell'avorio e di modificare la politica di sterminio della fauna per contrastare le mosche tse-tse. Poiché insoddisfatta per le lente politiche di conservazione del governo coloniale britannico, precepite come inefficaci, organizzò nel 1933 la Convenzione Relativa alla Conservazione della Fauna e della Flora allo Stato Naturale. La convenzione introdusse l'idea dei parchi nazionali, immaginati come la soluzione più adeguata per la protezione degli habitat naturali.
All'inizio del XX secolo, raramente le attività della SPWFE si estesero oltre i governi europei, segnando comunque la nascita di un interesse comune per la conservazione dell'Africa e della natura. Il suo caso fu reputato dal geografo Roderick P. Neumann come emblematico per le idee conservazioniste dell'era coloniale del Novecento. Dopo la Grande Guerra fu rimosso l'attributo "Wild" dal nome della fondazione, che venne ulteriormente abbreviato nel 1950 in Fauna Preservation Society (FPS). Con l'ampliamento dei suoi obiettivi, è diventata Fauna & Flora Preservation Society (FFPS) nel 1980 e ha assunto il nome attuale nel 1995.

## Presidenti
- Edward Buxton (?-1926);[7]
- Richard Onslow (1926-1945);[7]
- Laurentien Brinkhorst (dal 2012).[8]

## Organizzazione
Le responsabilità finanziaria, gestionale e legale dell'organizzazione sono affidate al Council of Trustees, presieduto da Liz Rogers (dal settembre 2022).
Le attività quotidiane, invece, sono di competenza del Senior Leadership Team, supervisionato dal Chief Executive Officer (Kristian Teleki dal luglio 2023).

## Patroni
- Edoardo VIII del Regno Unito (1928-1936);[10]
- Giorgio VI del Regno Unito (1937-1952);[10]
- Elisabetta II del Regno Unito (1952-2020);[10]
- William, principe del Galles (dal 2020).[10]